# 鈴木けい一
鈴木 けい一（すずき けいいち）は、日本の漫画家。三重県四日市市出身。男性。O型。西森博之のアシスタント出身。東京デザイナー学院卒。

## 作品リスト
- 東京番長（『週刊少年サンデー』1995年2・3合併号 - 1997年19号連載、全12巻）
- 東京刑事（『週刊少年サンデー』1999年5・6合併号 - 22・23合併号連載→『週刊少年サンデー超』連載、全8巻[1]）- 『週刊少年サンデー』で連載されていた話が「交番編」、『週刊少年サンデー超』で連載されていた話が「マジ刑事編」。
- 鉄拳シリーズ 〜闘いの彼方に〜（『コミックGOTTA』2000年2月号 - 2001年2月号連載、全2巻）
- 水月（『少年サンデー超』2002年3月、読切）

## 師匠
- 西森博之